# Liberty L-12
Ліберті Л-12 (англ. Liberty L-12) — американський авіаційний 12-циліндровий V-подібний двигун з водяним охолодженням, з розвалом блоків циліндрів у 45°, робочим об'ємом 27 л (1649 кубічних дюймів) і потужністю 400 кінських сил (300 кВт). Двигун масово випускався під час Першої світової війни, був поширений у багатьох країнах і використовувався аж до Другої світової війни.

## Створення
У травні 1917 року, через місяць після того, як Сполучені Штати Америки оголосили війну Німеччині, федеральна оперативна група, відома як Рада з літакобудування, викликала двох провідних конструкторів двигунів, Джессі Г. Вінсента (з компанії-виробника автомобілів Packard у Детройті) та Елберта Дж. Голла (з компанії Hall-Scott Motor Co., Берклі, Каліфорнія) до Вашингтону. Вони отримали завдання якнайшвидше спроектувати авіаційний двигун, який би міг конкурувати, якщо не перевершувати, з двигунами Великої Британії, Франції та Німеччини. Рада уточнила, що двигун має мати якомога вище відношення потужності до маси і бути адаптованим до умов масового виробництва.
Рада запросила Вінсента і Голла 29 травня 1917 року до готелю «Віллард» у Вашингтоні, де їх попросили залишитися, допоки вони не виготовлять набір основних креслеників нового двигуна. Всього через п'ять днів Вінсент і Голл покинули «Віллард» із завершеним проектом конструкції двигуна з верхнім розташуванням розподільного вала та приводом клапанів через коромисла (SOHC).
У липні 1917 року восьмициліндровий прототип, складений на заводі компанії Packard у Детройті, прибув до Вашингтона для випробувань, а уже в серпні 12-циліндрову версію випробували та схвалили до виробництва.

## Виробництво

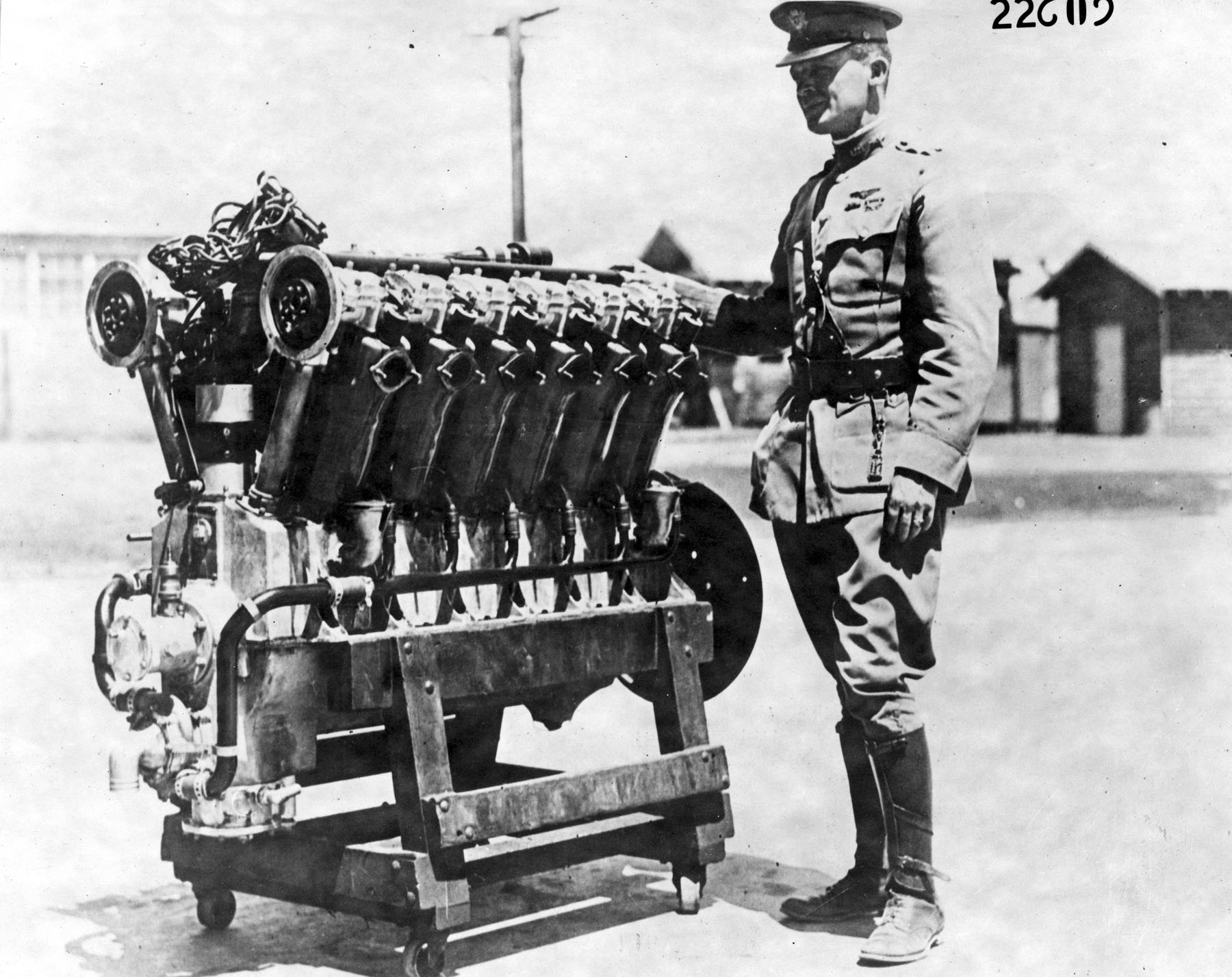
Майор Генрі Арнольд біля першого виготовленого двигуна «Liberty V12»

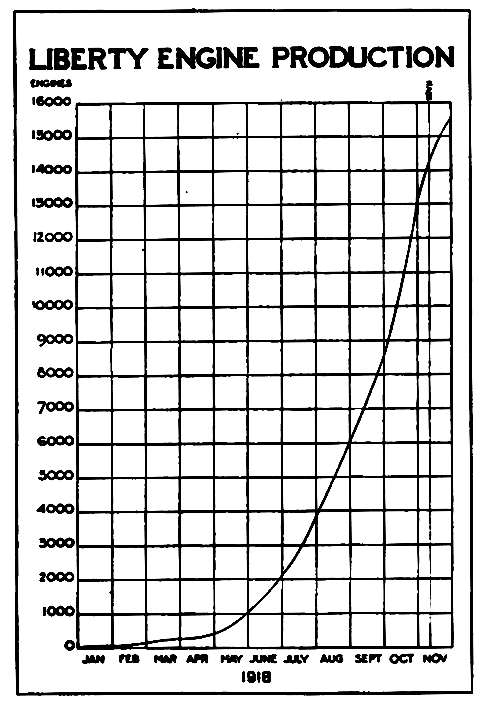
Діаграма, що демонструє зростання виробництва двигуна «Liberty» упродовж 1918 року

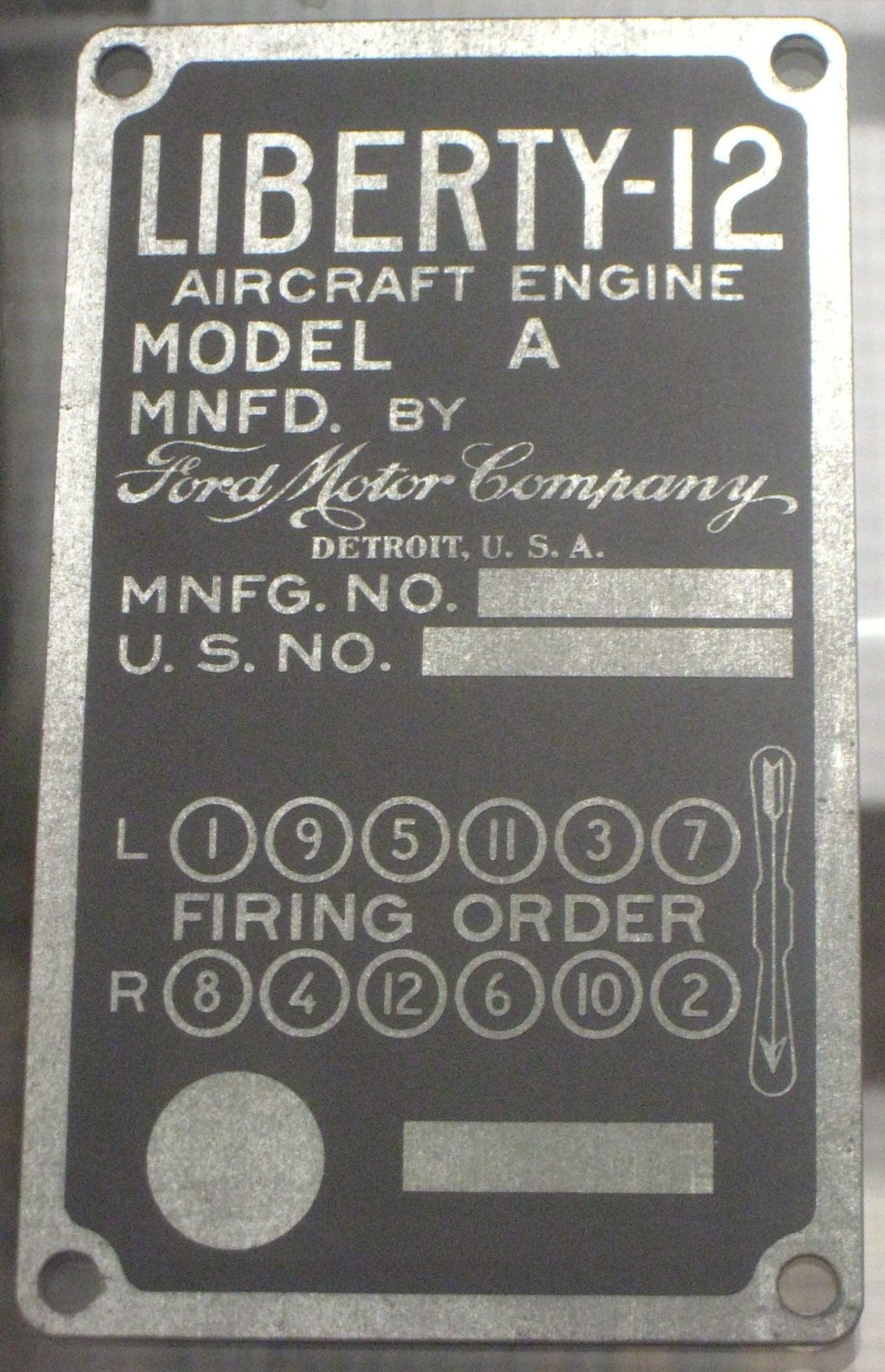
Бірка двигуна Ford Liberty 12 із заводським номером

Восени 1917 року Військовий департамент розмістив замовлення на 22 500 двигунів «Liberty», розділивши контракт між виробниками автомобілів та двигунів Buick, Ford, Cadillac, Lincoln, Marmon та Packard. Компанію Елберта Дж. Голла Hall-Scott Motor Co. з Каліфорнії порахували замалим підприємством, щоб отримати замовлення на виробництво. Модульна конструкція двигуна сприяла кооперації виробництва на декількох заводах.
Генрі Форду запропонували освоїти виробництво та забезпечити постачання циліндрів для нового двигуна. Технологи швидко розробили вдосконалену техніку обробки сталі, що обумовило зростання виробництва циліндрів з 151 на день до понад 2000; в кінцевому підсумку компанія випустила всі 433 826 загалом виготовлених циліндрів, а також 3950 комплектних двигунів. Компанія Lincoln у рекордно короткі терміни збудувала новий завод, повністю орієнтований на виробництво двигунів «Liberty», і виготовила 2000 двигунів за 12 місяців. До моменту перемир'я з Німеччиною різними компаніями було випущено 13 574 двигуни «Liberty», досягнувши темпу виробництва 150 двигунів на день. Виробництво продовжувалося і після війни: загалом 20 478 двигунів було виготовлено від 4 липня 1917 і до 1919 року.

### Виробництво компанією Lincoln
Коли Сполучені Штати вступили у Першу світову війну компанії Cadillac, підрозділу General Motors було запропоновано виробляти новий авіаційний двигун «Liberty», але засновник General Motors Вільям Дюрант був пацифістом і не хотів, щоб його корпорація чи її підрозділ використовувалися для виробництва військової продукції. Це призвело до того, що співзасновник Генрі Ліланд покинув Cadillac, щоб сформувати нову Lincoln Motor Company для виробництва двигунів «Liberty». Він швидко отримав урядовий контракт на суму 10 000 000 доларів для виробництва 6 000 двигунів. Згодом замовлення було збільшене до 9000 одиниць, з можливістю виробництва ще 8000 одиниць, якщо вони будуть потрібні уряду. (Згодом Дюрант передумав, і двигуни випускали Cadillac і Buick).
За календарний 1918 рік було випущено понад 16 000 двигунів «Liberty». До 11 листопада 1918 року було випущено понад 14 000 двигунів «Liberty». Компанія Lincoln виготовила 6500 двигунів до припинення виробництва у січні 1919 року.

## Конструкція

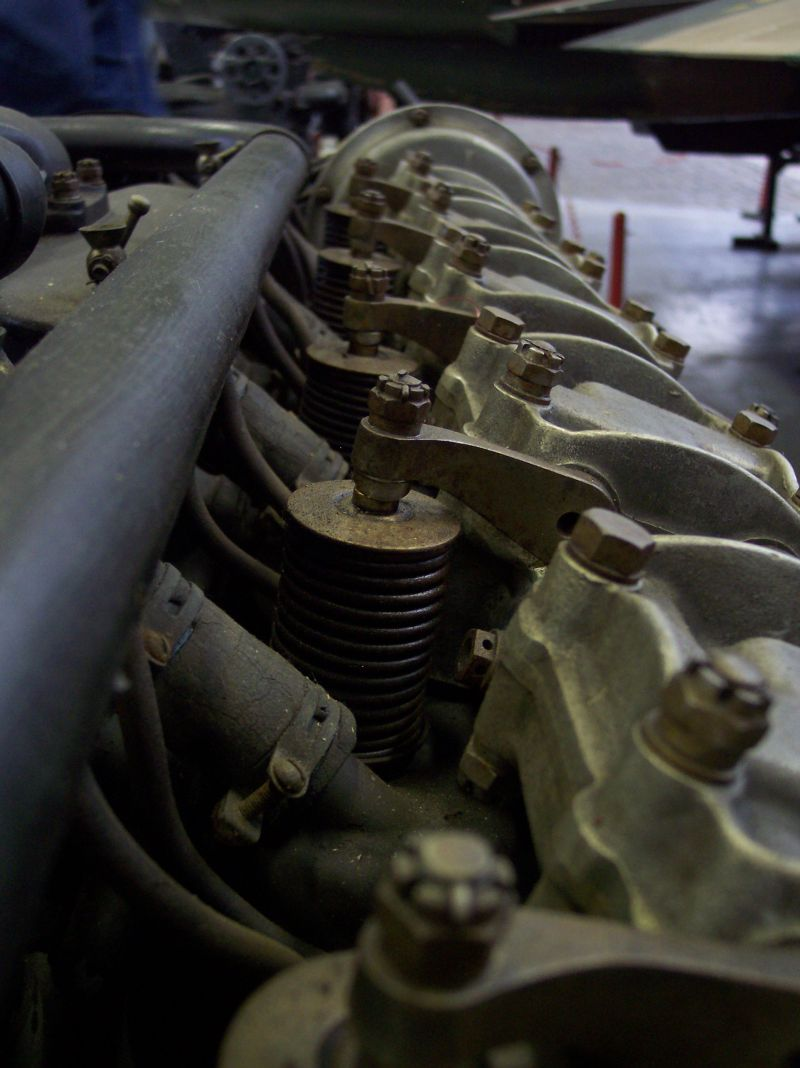
Механізм газорозподілу Liberty L-12 зблизька

Двигун «Liberty» мав модульну конструкцію, завдяки чому чотири або шість циліндрів можна було використовувати в одному або двох банках, дозволяючи компонувати рядні четвірки, V-8, рядні шістки або V-12.
Конструкцію об'єднував у єдине ціле картер з литого алюмінієвого сплаву, що складався з двох частин. Дві частини становили верхню та нижню половини завершеної збірки і скріплювалися разом болтами, розташованими по зовнішньому периметру. Як це було звичайно для того часу, циліндри були окремо виготовлені з кованих сталевих труб з тонкими металевими кожухами, що оточували їх, щоб забезпечити потік охолоджувальної води.
Розподільний вал з верхнім розташуванням (SOHC) для кожної групи циліндрів приводив у дію по два клапани на циліндр. Кожен розподільний вал урухомлювався вертикальним приводним валом, розміщеним у задній частині кожного ряду циліндрів. Компанія Delco Electronics забезпечувала двигун системою запалювання, а компанія Zenith — карбюраторами. Суха маса двигуна становила 383 кг (844 фунти).
52 штуки шестициліндрової версії Liberty L-6, яка дуже нагадувала силові установки Mercedes та BMW за зовнішнім виглядом, були виготовлені, але не придбані військовиками. Пара з 52 вироблених двигунів була знищена Вільямом Крістмасом під час випробування свого так званого винищувача « Christmas Bullet».

## Модифікації
V-1650
Перевернутий Liberty 12-A, який мав назву V-1650, вироблявся компанією Packard до 1926 року.
Це ж позначення пізніше було застосоване до Packard V-1650 Merlin, двигуна з майже ідентичним робочим об'ємом. Це була версія двигуна «Rolls-Royce Merlin» часів Другої світової війни виробництва Packard і його не слід плутати з попередньою версією конструкції на основі «Liberty».
Allison VG-1410
Allison VG-1410 являв собою перевернутий «Liberty L-12» з повітряним охолодженням, оснащений нагнітачем з редукторним приводом, епіциклічною зубчастою передачею приводу пропелера і зі зменшеним діаметром циліндра до 45⁄8 дюйма (120 мм), що забезпечувало менший робочий об'єм у 1,411 кубічних дюймів(23,12 літра).
Liberty L-6
6-циліндровий варіант «Liberty L-12» на прізвисько «Liberty Six» складався з однієї групи циліндрів, в результаті чого двигун мав сильну зовнішню схожість з «рядними шістками» (англ. straight-six) як Mercedes D.III, так і BMW III, німецькими авіаційними двигунами часів Першої світової війни з робочим об'ємом 825 кубічних дюймів (13,5 л)
Liberty L-8
8-циліндровий V-подібний (45°) варіант двигуна «Liberty» з робочим об'ємом у 1009,6 кубічних дюймів (18,0 л).
М-5
М-5 — радянський V-подібний авіадвигун водяного охолодження, клон авіадвигуна «Liberty L-12», виготовлений у 1922 році за документацією, виконаною у метричній системі на основі трофейного зразка.
«Nuffield Liberty»

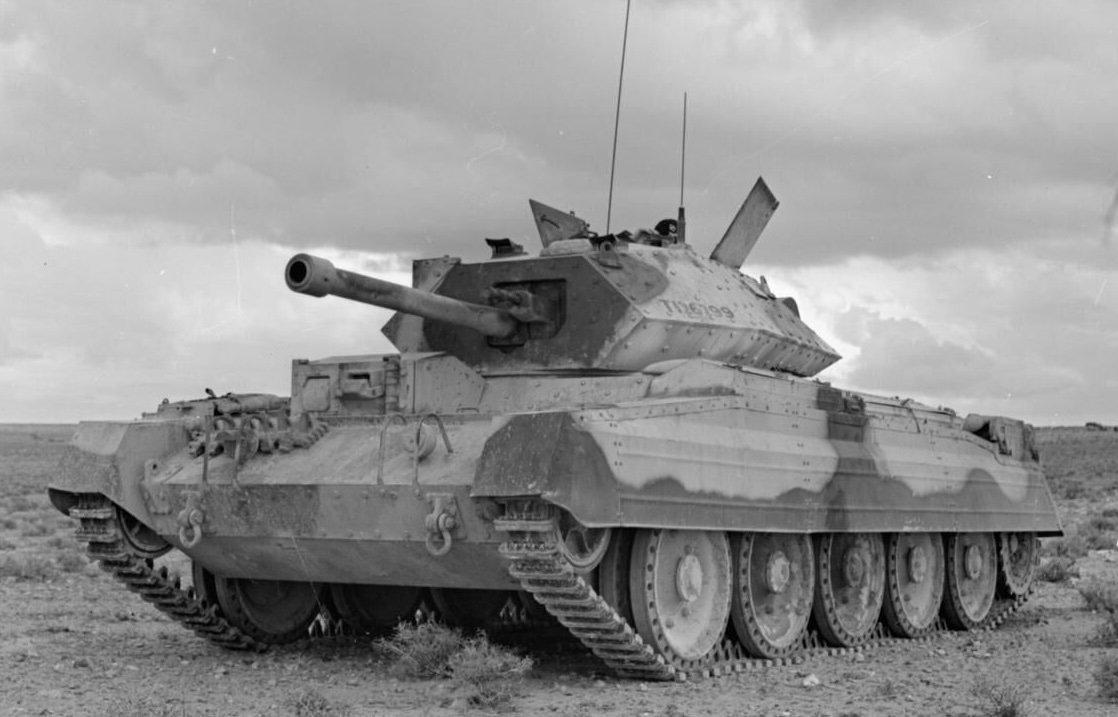
Crusader Mk III з двигуном «Nuffield Liberty»

Танковий двигун «Nuffield Liberty» був ліцензований та виготовлений під час Другої світової війні британським виробником автомобілів Nuffield. Він використовувався у ранніх крейсерських танках Crusader, Cavalier і, нарешті, в танках Cromwell. Це був двигун об'ємом 27 л (1649 кубічних дюймів) потужністю 340 к.с. (250 кВт), який виявився недостатнім для транспортних засобів зі зростаючою у ході війни масою, а також мав численні проблеми з охолодженням та надійністю.
Даигун «Nuffield Liberty» пройшов через декілька версій модернізації:
- Mark I, двигуни, виготовлені у США та модифіковані у Великій Британії. Модифікація включала нові карбюратори та нову систему впуску від Solex, перегляд конструкції сапуна картера, нову шестерню механізму газорозподілу та модернізовану конструкцію кінця колінчастого вала. Двигун розвивав потужність 340 к.с. при 1500 об/хв з новими карбюраторами.
- Mark II — двигуни британського виробництва. Повітряний компресор (для запуску) не використовувався і був знятий на пізніших версіях двигунів.
- Mark III, IIIA і IIIB — двигуни, модифіковані для крейсерських танків. Вимагалось зменшити висоту агрегата для розміщення у моторному відсіку, що було досягнуто шляхом перепланування масляного насоса та переміщення водяного насоса. Повітряний компресор було повернуто, щоб забезпечити пневматичну гальмівну систему та привод рульового управління. Значні проблеми виникли при використанні цих танків у пустелі (Північно-Африканська кампанія), у зв'язку з чим Mk III пройшов численні доопрацювання. Це включало три різні конструкції ланцюгових приводів для допоміжних вентиляторів охолодження, переглянутий механізм регулювання клапанів, збільшену ступінь стиснення, переглянуто подачу оливи та замінено дві водяні помпи.
- Mark IV — модифікована конструкція, що містила приводний вал для охолоджувальних вентиляторів. Це рішення замінило ненадійний ланцюговий привід. У цій версії також змінився повітряний компресор, що міг працювати на нижчих швидкостях.
- Марк IVA, потужність була збільшена до 410 к.с. (310 кВт) шляхом збільшення верхньої межі регулятора обертів до 1700 об/хв та встановлення нових впускного колектора та карбюратора для танка «Cavalier».
- Mark V, перероблений двигун, що видавав таку ж потужність, що і Mark IVA, але для використання в танку «Centaur». Було переглянуто розподіл оливи у двигуні, міг розганятись до більшої швидкості 1700 об/хв. Двигун також передбачався для танка «Cromwell», але конструкція на базі «Liberty» була відхилена на користь двигуна «Rolls-Royce Meteor», придбаного Танковою радою. Танки, оснащені «Liberty», були перейменовані на «Centaur», і їх виробництво було відокремлено.

## Застосування

### Авіація

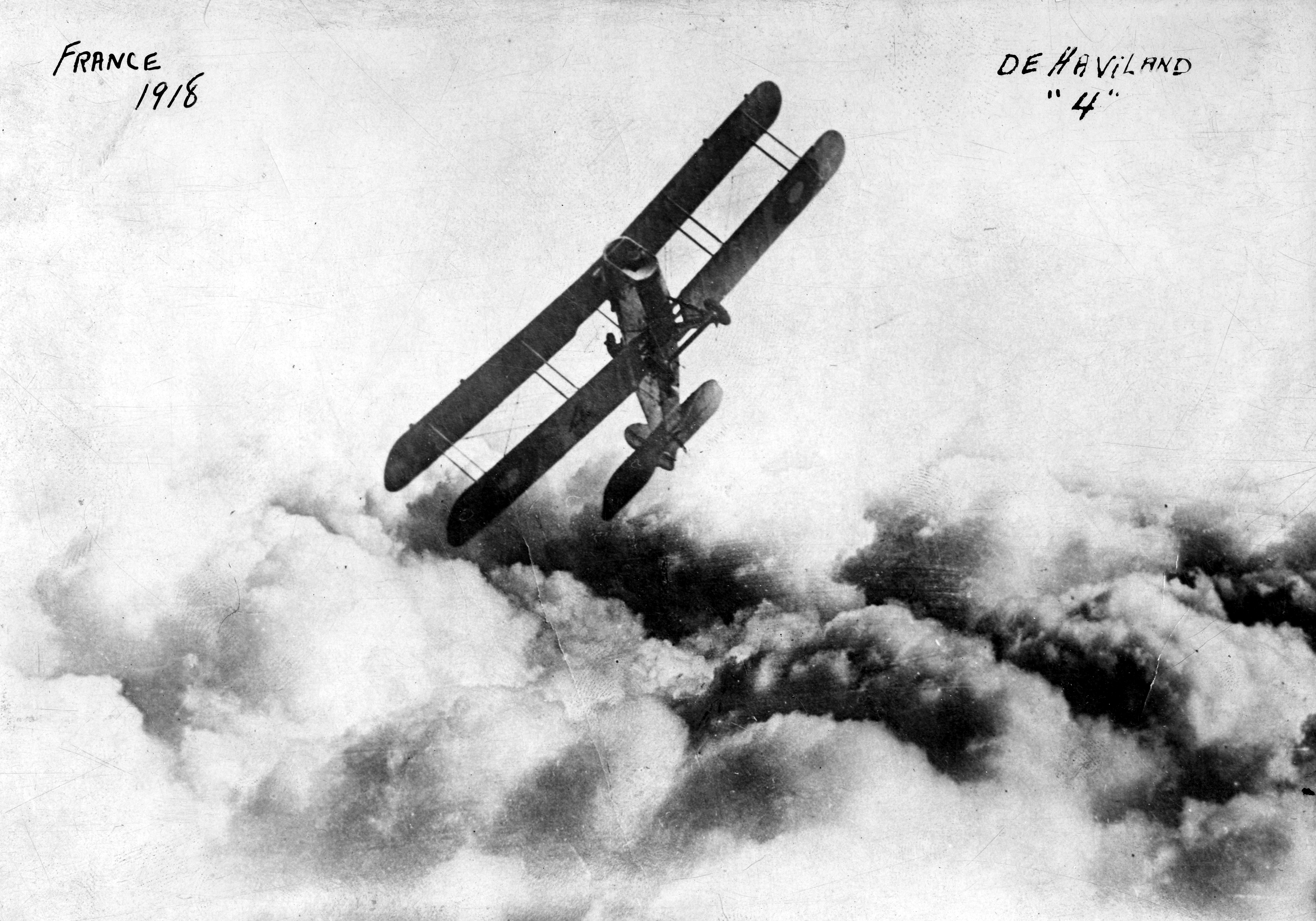
Airco DH.4 у небі над Францією під час Першої світової війни

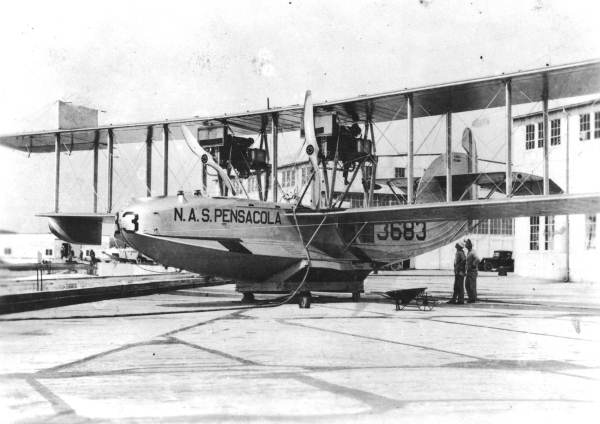

Перше застосування двигун Liberty знайшов в авіації.
- Американський варіант Airco DH.4
- Airco DH.9A[en]
- Airco DH.10 Amiens[en]
- Breguet 14 B2 L
- Caproni Ca.60
- Curtiss H-16[en]
- Curtiss HS[en]
- Curtiss NC[en]
- Curtiss Carrier Pigeon[en]
- Douglas C-1[en]
- Douglas DT[en]
- Douglas O-2[en]
- Felixstowe F5L[en]
- Fokker T.II[en]
- Handley Page H.P.20[en]
- Witteman-Lewis XNBL[en]

Двигун також використовувався у дирижаблі RN-1 (Zodiac).

### Автомобілі

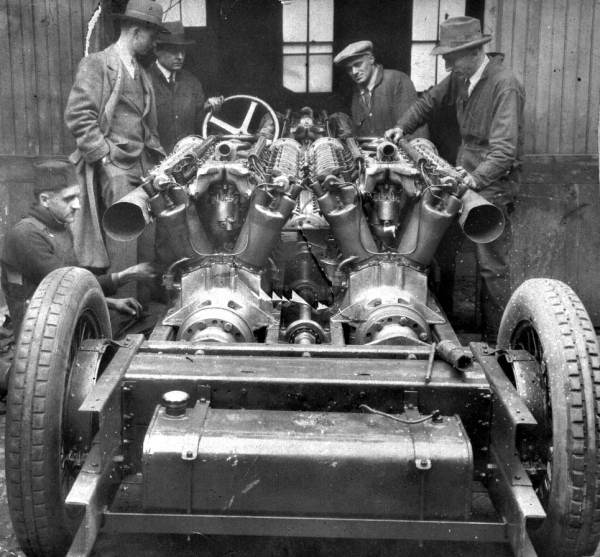
Рекордовий автомобіль «White Triplex»

Будучи призначеним для використання у літаках двигун забезпечував хороше співвідношення потужності та маси. Це зробило його перспективним для використання в сухопутних транспортних засобах.
Двигун було обрано для двох спроб встановлення рекорду наземної швидкості:
- «Babs» (1926) з одним двигуном «Liberty».
- «White Triplex» (1928) з трьома двигунами «Liberty», що працювали у тандемі.

Обидві конструкції забезпечили встановлення нових рекордів швидкості. Обидва автомобілі розбилися під час подальших спроб, в результаті чого загинули водії та оператор кінохроніки.

### Танки

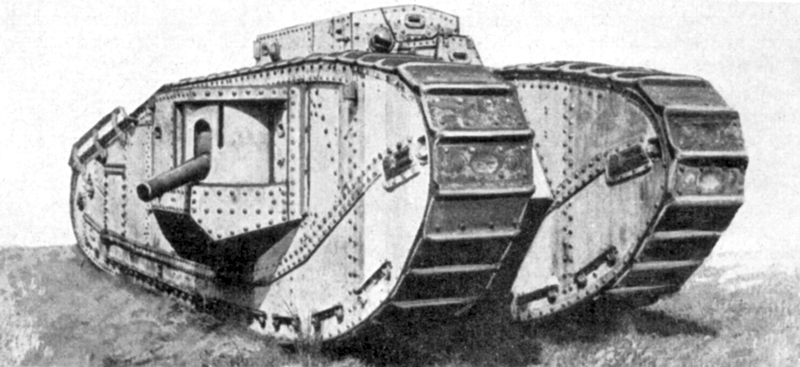
Mark VIII «Liberty» танк часів Першої світової війни

Ще у 1917 році двигун «Liberty» показав непоганий потенціал для використання як у танках, так і в літаках. Англо-американський танк Марк VIII був спроектований у 1917-18 роках. Американська версія використовувала адаптацію двигуна Liberty V-12 потужністю 300  к.с. (220  кВт) з чавунними циліндрами, замість штампованих сталевих у базовому варіанті. У 1919-20 роках було виготовлено сто танків на Рок-Айлендському арсеналі, але це було занадто пізно для Першої світової війни. Врешті-решт вони були продані Канаді для навчального використання у 1940 році, за винятком двох, які збереглися.
У міжвоєнний період Джон Волтер Крісті поєднав авіаційні двигуни з новою конструкцією підвіски, що дало можливість створити швидкий та високомобільний танк. Використовуючи концепцію підвіски Крісті, радянська військова промисловість обрала та скопіювала «Liberty» для танків БТ-2 і БТ-5. Демонстрація цих танків стала несподіванкою для британців внаслідок чого конструктивні рішення Крісті були ліцензовані та використані у британському танку A-13.

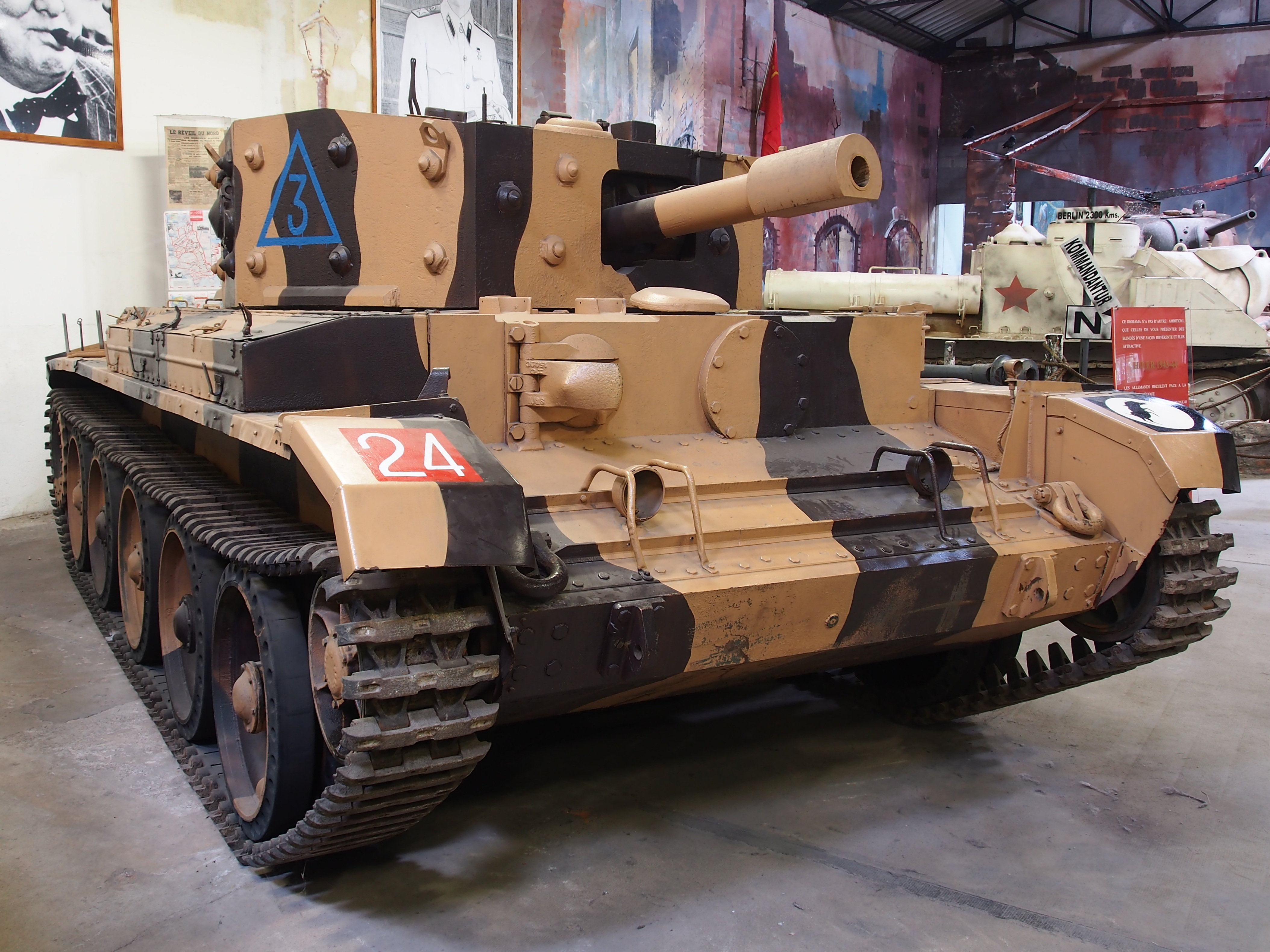
Танк «Centaur» часів Другої світової війни з останнім типом двигуна «Nuffield Liberty»

З початком Другої світової війни Nuffield, виробник британських крейсерських танків, ліцензував та реконструював «Liberty» для використання в A13 (виготовлений як Cruiser Mk III) та пізніше встановлював на крейсерських танках, варінт двигуна з потужністю 340  к.с. (410  к.с. у версії Mark IV). У пізніших британських танках він був замінений на «Rolls-Royce Meteor», двигун на базі авіаційного двигуна «Rolls-Royce Merlin», що видавав більшу потужність (600  к.с.).
Двигуни «Nuffield Liberty» декількох модифікацій використовувались у британських танках від середини міжвоєнного періоду до Другої світової війни:
- Cruiser Tank Mark III (А13) (A13 Mark I) — Nuffield Liberty Mk I
- Cruiser Mark IV (A13 Mark II) — Nuffield Liberty Mk II
- Crusader tank — Nuffield Liberty Mk III, IIIA, IIIB, or IV
- Cavalier tank — Nuffield Liberty Mk IVA
- Centaur tank — Nuffield Liberty Mk V, паралельна версія до танка «Cromvel» з двигуном Rolls-Royce Meteor[en] часів Другої світової війни.

### Судна

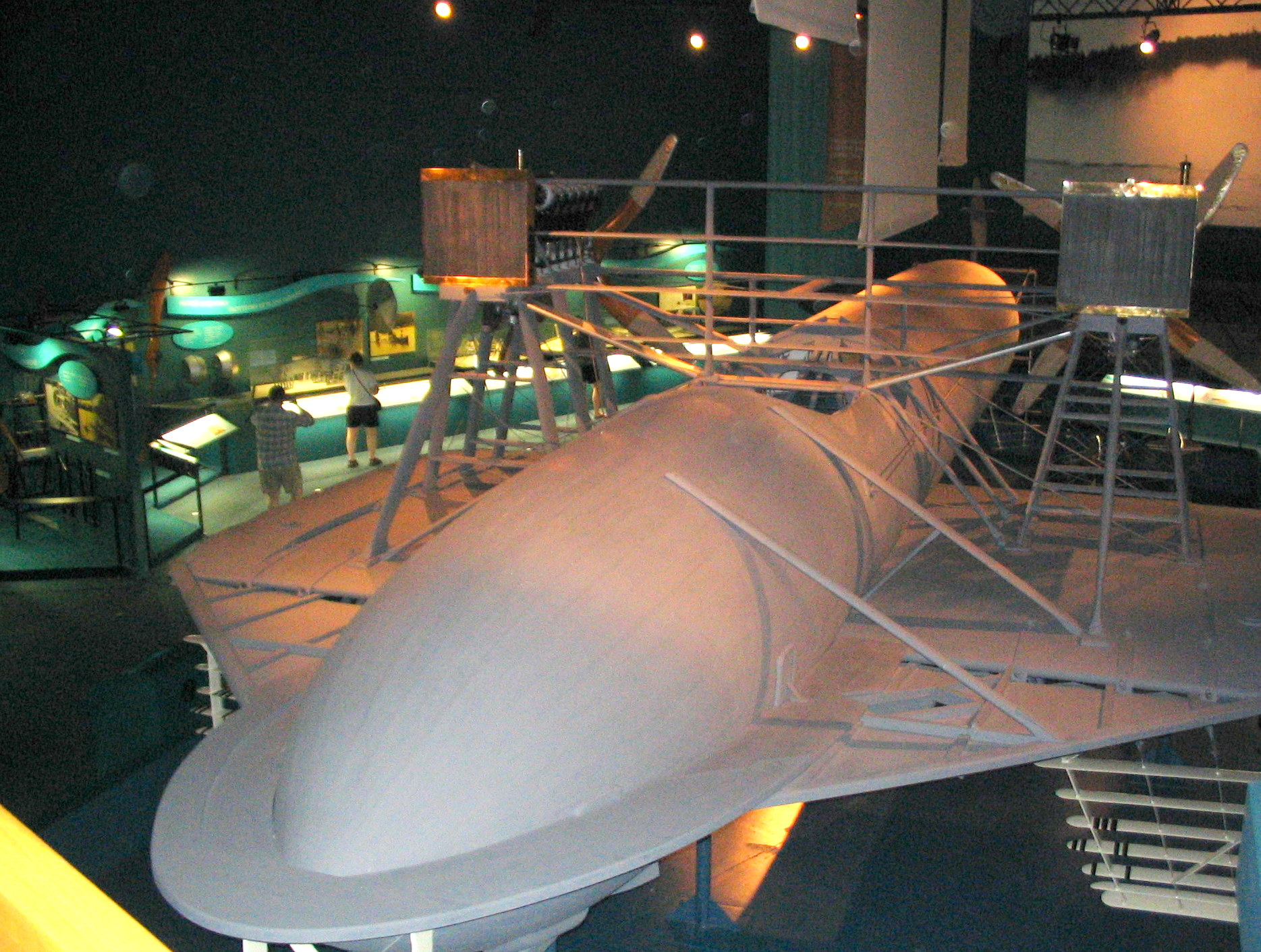
Судно HD-4на підводних крилах у Національній історичній пам'ятці Александра Ґрема Белла

HD-4 або Hydrodome number 4, розроблений вченим Александером Гремом Беллом був першим дослідним плавзасобом на підводних крилах. У 1919 році він встановив світовий морський рекорд швидкості на воді — 114,84 км/год, на судні, оснащеному двома двигунами Liberty L-12 потужністю 350 к.с. кожний.

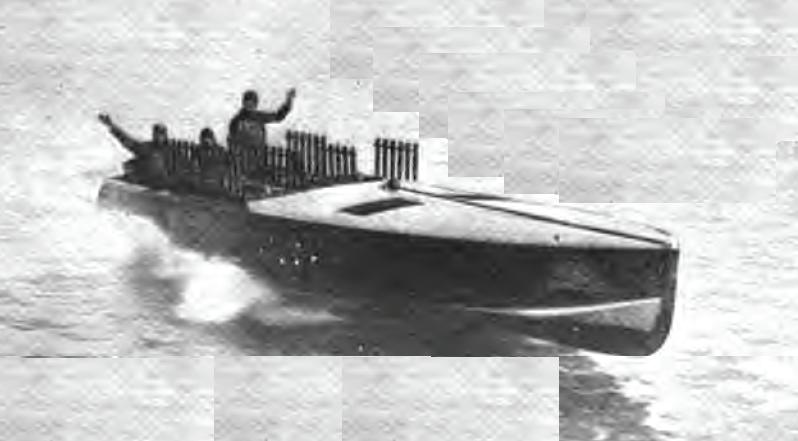
Світовий рекордсмен швидкості на воді і п'ятиразовий володар за кермом Miss America 2 з трьома двигунами Liberty L-12

Винахідник, підприємець і гонщик на човнах Гар Вуд встановив новий рекорд швидкості на воді 74,870 милі/год (120,492 км/год) у 1920 році на новому човні під назвою «Міс Америка» з двома двигунами Liberty V-12. Протягом наступних дванадцяти років Вуд побудував ще дев'ять суден під назвою «Міс Америка» з порядковими номерами та двигунами Packard V-12, і побив рекорд п'ять разів, піднявши його до 124,860 милі/год (200.943 км/год). Він також за кермом свого човна «Міс Америка» виграв п'ять прямих перегонів за Золотий кубок на моторних човнах у період між 1917 і 1921 роками, а також виборював престижний трофей Кубок Гармсворта дев'ять разів між 1920 і 1933 роками.

## Двигуни, що збереглися
Декілька двигунів «Liberty» збереглися у відновлених діючих та статичних транспортних засобах.
Зразки самого двигуна побачити:
 Австралія
- Двигун Liberty 12 від літака DH.9A демонструється у Дарвінському музеї авіації[en][15]

 Велика Британія
- Двигун «Nuffield Liberty» міститься в експозиції Танкового музею[en] у Таборі Бовінгтон[en]

 США
- Двигун 12A виставлений Музеї авіації Нової Англії[en] у Міжнародному аеропорту Бредлі у Віндзор-Локсі (Коннектикут)[16].
- Працездатний двигун Liberty V-12 на статичному випробувальному стенді часто запускається для демонстрацій на авіашоу, що проводяться по вікендах, на Старому Рейнбекському аеродромі[en][17]
- Packard Liberty V-1650 авіаційний двигун (у розрізі) присутній на виставці в Історичному парку Карільйон[en] у Дейтоні (Огайо)[18].